# 福利國家
福利国家（英語：Welfare state）是一類國家理念，以最大限度的追求人與人之間的平等，並把每個國民的幸福度看得極其重要，多集中於北歐。

## 定義
不同語境之下的福利國家通常有以下三种解释：
1. 由国家提供福利服务；
2. 国家对他的居民所有福利负责，这是一种理想状态，但从理论上说，这种责任应该包括全面的福利，福利国家也意味着国家的责任要覆盖最低的全面保障要求，在这方面“福利国家”和“福利社会”的概念有所混淆，因此也容易引起争论。
3. 部分福利国家，尤其是像美国等国家，福利并不由聯邦政府提供，而是地方政府、慈善团体、合作组织、私人企业等共同提供的零碎“福利”项目，这种现象有时也被牵强附会为“福利社会”[1]。

有时福利国家也指国家资本主义的国家形态。
福利税收的本质是公民把自己劳动所得的一部分，交给一个完全透明、自己授权选举出来的代理机构去保管和经营，期间有大量增值，相当于一种稳固的投资，未来得到的，会多于自己当初缴的。

## 语源
“福利国家”这个词来源于19世纪的德国，当时鐵血宰相俾斯麦实行的警察国家政策，1870年德国的历史学家描述俾斯麦的“国家社会主义”政策是在创造一个“福利国家”（德語：Wohlfahrtsstaat）。后来英国作家在一篇文章中采用了这个词汇。不過，現聯邦德國使用社會國家（德語：Sozialstaat）來表示類似概念。制度上來自於德國，著作上則來自於1941年英國大主教William Temple出版的《公民與教徒》（Citizen and Churchman），後被《贝弗里奇报告》（Beveridge Report）引用。
福利國家的福利制度在一定程度上是一種把「貧富再分配」的政策。根據統計，以瑞典的富人及窮人的工資為例子，瑞典年薪最高的100多名企業家與工人的平均工資收入相比約為13：1；不過，在經過納稅和福利補貼來調節後，兩者的實際上的收入差距降為5：1。再以兩者的納稅稅率為例，瑞典的所得稅稅率為累進制，收入越高，納稅越多。這制度中，工人的平均所得稅稅率為35%、職員則為40%、而收入最高的企業家、商人、演員及運動員等的平均所得稅稅率則可高達80%。
意大利语称为“社会国家”（義大利語：Stato sociale）。
瑞典的福利国家称为“人民家园”（瑞典語：Folkhemmet），是从1936年开始，是由工会和大公司达成协议，共同创立社会保障体系和公共健康保障体系。
法语称为“国家保障”（法語：État-providence），是起源于1854年-1870年第二帝国期间讽刺帝国实行的福利国家政策。
西班牙语“福利国家”（西班牙語：estado del bienestar）和葡萄牙语“社会福利国家”（葡萄牙語：Estado de Bem-Estar-Social）都是直接表示。
日本、南韓均採用漢字「福祉國家」（日語：福祉国家）來表示此概念。

## 福利国家的发展
现代福利国家是从19世纪逐渐发展起来的，和救济贫困不同，最早见于德国俾斯麦的社会保险体系，北欧国家是从自治、互助福利体系发展起来的，其他从1930年起，如荷兰、澳大利亚、乌拉圭、新西兰等是由政府提供发展起来的。
20世纪的大萧条促使许多国家选择了福利国家的道路，为穷人提供了“从摇篮到坟墓”的服务，被认为是共产主义和资本主义国家之间的中间路线。第二次世界大战后，欧洲许多国家选择了为人民提供部分或全面的社会服务体系。
现代福利国家从提供现金福利（养老金、失业补助）扩大到其他方面（卫生保障、婴幼儿保障）等，通过这些福利，福利国家已经影响了他们公民的消费和休闲的习惯。
由于石油收入的增加，沙特阿拉伯、科威特、卡塔尔、巴林、阿曼、汶萊等产油国也成为了福利国家。

## 方式
成为福利国家有两种方式：
第一种是国家只负责向“最需要的公民”提供福利，这种方式需要政府官僚去区分谁是“最需要”的公民，因此政府要密切关注公民的日常生活才能将公民詐騙福利的可能性减到最低，而政府会将人民划分为两类，第一类是接受福利的人民，第二类是需要为政府福利而付出的人民，而需要为政府福利付出的人民往往想将福利减到最低。若區分方法不公平，將會造成嚴重問題。
第二种是国家负责向“所有需要的公民”提供福利（例如育有孩子、有需要病人、老人等），将政府的干扰减到最少，为了提供高福利，因此政府需要高税收，这种方式受到公民的广泛欢迎，因为每个人民都或多或少的会从福利体系中受益，而北欧国家实行的就是这种方式。

## 防止贫困
福利国家政策在几乎所有发达国家中都降低了贫困现象，这些国家的福利支出起码要占GDP的五分之一。
| 国家   | 绝对贫困比例 （以美国平均中等家庭的40%为线） | 绝对贫困比例 （以美国平均中等家庭的40%为线） | 相对贫困比例 | 相对贫困比例 |
| 国家   | 福利前                                       | 福利後                                       | 福利前       | 福利後       |
| ------ | -------------------------------------------- | -------------------------------------------- | ------------ | ------------ |
| 瑞典   | 23.7                                         | 5.8                                          | 14.8         | 4.8          |
| 挪威   | 9.2                                          | 1.7                                          | 12.4         | 4.0          |
| 荷蘭   | 22.1                                         | 7.3                                          | 18.5         | 11.5         |
| 芬兰   | 11.9                                         | 3.7                                          | 12.4         | 3.1          |
| 丹麦   | 26.4                                         | 5.9                                          | 17.4         | 4.8          |
| 德国   | 15.2                                         | 4.3                                          | 9.7          | 5.1          |
| 瑞士   | 12.5                                         | 3.8                                          | 10.9         | 9.1          |
| 加拿大 | 22.5                                         | 6.5                                          | 17.1         | 11.9         |
| 法國   | 36.1                                         | 9.8                                          | 21.8         | 6.1          |
| 比利时 | 26.8                                         | 6.0                                          | 19.5         | 4.1          |
|        | 23.3                                         | 11.9                                         | 16.2         | 9.2          |
| 英国   | 16.8                                         | 8.7                                          | 16.4         | 8.2          |
| 美国   | 21.0                                         | 11.7                                         | 17.2         | 15.1         |
| 義大利 | 30.7                                         | 14.3                                         | 19.7         | 9.1          |

## 批评
对福利国家最主要的批评是福利国家试图将政治置于经济之上，這樣其實是在反对自由放任的经济体系。
也有人批评慷慨的社会福利还使许多人陷入了对福利制度的长期依赖，他们觉得工作与否无所谓，因为领取失业补贴和社会救济，生活照样可以过得去；福利政策容易造成懒人的出現，人民不再依靠劳动工资收入。发达国家的经济发展和福利多少没有关系。虽然美国的经济和社会福利都不如荷兰、北欧四国，但是美国的人均GDP要高于很多福利国家。在消费品方面，人均电视机、人均计算机、人均收音机都要比福利国家高。
另一种批评声音来自古典自由主义，他们认为从工作的公民手中拿走财富去帮助不工作的人、残疾人和儿童，就等于偷窃别人的劳动，违犯了保护个人财产的权利。
福利国家的问题主要表现在财政开支太大，加重了政府的负担；全面福利政策导致一些人懒惰，不利于社会进步；政府对经济的控制阻碍了市场繁荣。
另外一種對福利國家的批評在於錢用錯地方，這些批評者可能還是會支持福利國家，但是認為應該用更恰當的分配方式，例如多國都在批評給老人的福利支出遠多於給未成年者及其父母的津貼、因此加劇了少子化及未來的經濟危機，或是給特定族群的福利支出遠多於有更大需要者。

## 福利开支
现代世界的发达国家倾向提供福利，发展中的国家没有足够的社会福利资金，但经济发展和福利开支之间并不是完全一致的。
从下表可见，高福利开支并不见得就能造成高增长和低失业率，但也不见得就导致低增长和高失业率。
下表列出截至2004年時一些经济合作与发展组织成员国福利开支占GDP比例，以及2001年以美圆（US$）购买力平价（PPP）计的人均GDP：
| 国家     | 福利开支 （占GDP%） 不包括教育经费 | 福利开支 （占GDP%） 包括教育经费 | 人均GDP (PPP US$) |
| -------- | ---------------------------------- | -------------------------------- | ----------------- |
| 丹麦     | 29.2                               | 37.9                             | $68,007.8         |
| 瑞典     | 28.9                               | 38.2                             | $61,028.7         |
| 法國     | 28.5                               | 34.9                             | $43,659.0         |
| 德国     | 27.4                               | 33.2                             | $51,203.6         |
| 比利时   | 27.2                               | 32.7                             | $51,247.0         |
| 瑞士     | 26.4                               | 31.6                             | $91,991.6         |
| 奥地利   | 26.0                               | 32.4                             | $53,637.7         |
| 芬兰     | 24.8                               | 32.3                             | $53,654.8         |
| 荷蘭     | 24.3                               | 27.3                             | $57,767.9         |
| 義大利   | 24.4                               | 28.6                             | $35,657.5         |
| 希腊     | 24.3                               | 28.4                             | $20,192.6         |
| 挪威     | 23.9                               | 33.2                             | $89,154.3         |
| 波蘭     | 23.0                               | N/A                              | $17,999.9         |
| 英国     | 21.8                               | 25.9                             | $46,510.3         |
| 葡萄牙   | 21.1                               | 25.5                             | $24,567.5         |
| 盧森堡   | 20.8                               | N/A                              | $133,590.1        |
| 捷克     | 20.1                               | N/A                              | $26,821.2         |
| 匈牙利   | 20.1                               | N/A                              | $18,728.1         |
| 冰島     | 19.8                               | 23.2                             | $68,727.6         |
| 西班牙   | 19.6                               | 25.3                             | $30,103.5         |
| 新西兰   | 18.5                               | 25.8                             | $48,781.0         |
|          | 18.0                               | 22.5                             | $60,443.1         |
| 斯洛伐克 | 17.9                               | N/A                              | $21,391.9         |
| 加拿大   | 17.8                               | 23.1                             | $51,987.9         |
| 日本     | 16.9                               | 18.6                             | $39,312.7         |
| 美国     | 14.8                               | 19.4                             | $70,248.6         |
| 爱尔兰   | 13.8                               | 18.5                             | $100,172.1        |
| 墨西哥   | 11.8                               | N/A                              | $10,045.7         |
| 大韓民國 | 6.1                                | 11.0                             | $34,997.8         |

数据来自经济合作与发展组织以及联合国开发计划署

## 相關連結
- 荷蘭病
- 無條件基本收入